# Sahba
Sahba, ókori nevén Philippopolisz (arabul شهبا – Šahbā) egy drúzok lakta város Szíria Szuvejdai kormányzóságában, Damaszkusztól délre 87, Szuvejda városától északra 18 kilométerre, a Haurán bazaltfennsíkján. A 3. században épült római romjairól – köztük az utolsó keleti színházról – nevezetes, amelyeket a környékről származó Philippus Arabs császár emeltetett.

## Története
244-ben III. Gordianus halálakor a praefectus praetorio, Philippus Arabs vette át a hatalmat Rómában. A hauráni arab származású Philippus szülőhelye közelében várost alapított Arabia Petraea provincia északi részén, Boszrától körülbelül negyven kilométerre északra, amit önmagáról Philippopolisznak nevezett el. Vitatott, hogy milyen céllal adott parancsot a viszonylag nagyra tervezett új város építésére, hiszen ő maga Itáliában tartotta székhelyét; talán afféle szimbolikus fővárost tervezett a szülőhelyére, amit esetleg temetkezési helynek is kiszemelhetett. 249-ben történt meggyilkolásáig a városfalakon belüli terület alig fele épült be, a munkálatokat pedig utódai alatt, úgy tűnik, félbehagyták. Philippopolisz jelentőségét vesztette, csak minimális lakosság maradt meg romjai között. A romvárost a 19. században népesítették be újra a Libanonból menekült drúzok.

## Városszerkezete
Philippopoliszt megközelítőleg négyzet alaprajzúra tervezték, északi és keleti fala nyolc-, a déli kilencszáz, a nyugati pedig ezer méter hosszúságú. A szemközti falakat két, egymásra merőleges főút (cardo és decumanus) kötötte össze, amik egy-egy háromíves (egy fő- és két oldalívből álló) kapuban végződtek. A tizenegy méter széles főutakat mindkét oldalon négy-négy méter széles, oszlopsorral díszített járdák egészítették ki, kereszteződésükben pedig tetrapülon állt. A rácsos városszerkezet némileg eltért a hippodamoszitól, amennyiben az utcák által közrefogott lakóterületek, a körülbelül 100×130 méteres alapterületű insulák alaprajza négyzetesebb.
A legfontosabb középületek a főutak kereszteződéséhez közel épültek: a tetrapülontól nyugatra alig száz méterre, a decumanus mentén kapott helyet a forum, amit a palota, a valószínűleg szobrok bemutatására szolgáló exedra (a Philippeion) és egy, talán a császár apja, Julius Marinus tiszteletére épült templom határol. A templomtól délre épült fel a város kicsiny színháza. A kereszteződéstől délre, a cardo mellett állt a monumentális fürdő és a nymphaeum, amiket délkelet felől érkező akvadukton tápláltak vízzel. Ennek közelében egy mozaikokban gazdag 4. századi magánvilla állt. A városnak feltehetően hippodromja is volt, ami a déli kapu közelében kapott helyet a nagy ciszternák mellett. Vízgyűjtők a keleti kapu mellett is épültek.

## Látnivalói
Sahba mindmáig megőrizte az ókori városszerkezetét, így pl. a mai főút a hajdani cardo felett húzódik. Számos helyen a rómaiak által épített kövezet van máig is használatban, így a decumanuson és a fontosabb romok környékén. A városfalaknak már csak a körvonalai láthatóak helyenként, az idők során az ókori kapuk is beomlottak, de a déli és északi szerkezetét restaurálták. Az utakat díszítő oszlopsorok is eltűntek az idők folyamán, bár helyenként egy-egy kerítésbe vagy házba építve néhány oszlopdarab még látható. Viszonylag jó állapotban maradt meg a forumon levő, 30×20 méteres teret magába foglaló exedra és a közelítőleg négyzetes alaprajzú, észak felé impozáns bejárattal nyíló, egyébként puritán külsejű templom. Díszeiktől és szobraiktól már megfosztották őket, de a templom tetejére vezető belső lépcső megmaradt, így innen jó rálátás nyílik a forumra és a szintén jó állapotú színházra. Philippopolisz alig 42 méteres átmérőjű, kicsiny theatruma volt az utolsó, amit a rómaiak a keleti tartományaikban emeltek.
A fürdő maradványai itáliai eredetű hatásokat és technikákat tükröznek: a philippopoliszi termákat meglepően nagy méretűre építették a városhoz mérten, és benne rendkívül finom és kiváló minőségű munkát végeztek. A falakat alabástrommal és márvánnyal, a betonkupolák belsejét pedig festett gipsszel burkolták. A díszítményekből ma nem sok látható, de a megmaradt pillérek és ívek alapján képet alkothatunk az óriási komplexumról. A fürdő közelében egy 4. század közepén épült villa alapjaira épült fel a sahbai múzeum, ami helyi leleteket mutat be. Ezek közül a Philippus császár büsztje, illetve a házban talált, rendkívüli szépségű mozaikok a legkiemelkedőbbek.